# Свечин, Александр Алексеевич
Александр Алексеевич Свечин (17 декабря 1823 — 8 марта 1896) — генерал-адъютант (1880), генерал от инфантерии (1886) русской императорской армии.

## Биография
Сын генерал-лейтенанта Алексея Александровича Свечина от его брака с дочерью полковника, любимца Суворова, Федосьей Петровной Корицкой. По окончании Школы гвардейских подпрапорщиков и кавалерийских юнкеров 8 августа 1842 года произведён в офицеры. В 1849 году принимал участие в походе гвардии к западным границам империи. В 1854 году был в составе войск, охранявших прибрежья Санкт-Петербургской губернии от высадок англо-французов.
В 1857 году произведён в полковники гвардии и вышел в отставку. В 1859 году был вновь принят на службу, состоял штаб-офицером для особых поручений при главнокомандующем Кавказской армии. С 1861 года командир 14-го гренадерского Грузинского полка. 1 октября 1863 года «в воздаяние отличной храбрости, оказанной в делах с горцами во время экспедиции Адагумского отряда в 1862 году» был пожалован Орденом Святого Владимира 4-й степени с мечами и бантами. В 1864 году произведён в генерал-майоры.
С 1865 года помощник начальника Кавказской гренадерской дивизии. С 1868 года назначен начальником 38-й пехотной дивизии. С 1869 года назначен начальником 29-й пехотной дивизии. В 1872 году произведён в генерал-лейтенанты. С 1878 года начальник 1-й гренадерской дивизии. В 1880 году назначен генерал-адъютантом. С 1879 года командир 10-го армейского корпуса. В 1886 году произведён в генералы от инфантерии. С 1889 года назначен членом Александровского комитета о раненых.
Умер от воспаления легких в 1896 году в Санкт-Петербурге, похоронен в приделе храма покрова Богородицы в селе Тупичев Черниговской губернии.

## Семья
Жена (с 21 февраля 1864 года) — княжна  Любовь Сергеевна Голицына (27.10.1841—06.02.1910), фрейлина великой княгини Ольги Фёдоровны (21.01.1861), дочь князя С. П. Голицына и внучка графа П. И. Апраксина. Венчание было в Тифлисе, поручителями по жениху выступали А. П. Карцов и князь А. В. Трубецкой; по невесте — граф В. В. Левашов и Д. А. Философов. По словам В. А. Инсарского, «кроткая, ласковая, прелестная княжна Голицына была идеалом русской девушки и положительно пленяла окружающих. Великий князь Михаил Николаевич мило угрожал княжне замужеством и шутливо говорил: «Подождите, как только поедем на Кавказ — сейчас отдам Вас замуж!». И действительно шутливые и милые предвещания осуществились. Вскоре по Петербургу разнеслась весть, что княжна вышла замуж и за кого же — за Свечина, за того ограниченность и напыщенность тщеславие которого прославились на весь Кавказ. Сей муж, если бы не был очень богат, едва ли бы мог пленить своими личными качествами сердце какой бы то ни было девушки. Свечин был страшный эгоист и болезненно тщеславен. Он увлекся отнюдь не достоинствами княжны, но, возможно посредством её, сблизился с двором великого князя и поправил своё политическое положение». Умерла от уремии в Лозанне, похоронена там же на кладбище Монтуа. Их дети:
- Любовь (1865—1935), фрейлина, замужем за генерал-лейтенантом И. Н. Свечиным.
- Алексей (1865—1924), близнец с сестрой, полковник лейб-гвардии Гусарского полка.
- Вера (1868—?), была женой московского градоначальника Е. Н. Волкова.

## Награды
Награды
- Орден Святой Анны 3-й степени  (1853)
- Орден Святого Станислава 2-й степени (1856)
- Орден Святой Анны 2-й степени с Императорской короной и мечами (1859)
- Золотое оружие «За храбрость» (1861)
- Орден Святого Владимира 4-й степени с мечами и бантом (1863)
- Орден Святого Владимира 3-й степени (1867)
- Орден Святого Станислава 1-й степени (1869)
- Орден Святой Анны 1-й степени  (1871)
- Орден Святого Владимира 2-й степени  (1875)
- Орден Белого орла (1878)
- Орден Святого Александра Невского (1883; бриллиантовые знаки — 1890)